# Spilosoma mendica
Spilosoma mendica är en fjärilsart som beskrevs av Rossi 1790. Spilosoma mendica ingår i släktet Spilosoma och familjen björnspinnare. Inga underarter finns listade i Catalogue of Life.